# Comuni della Brianza

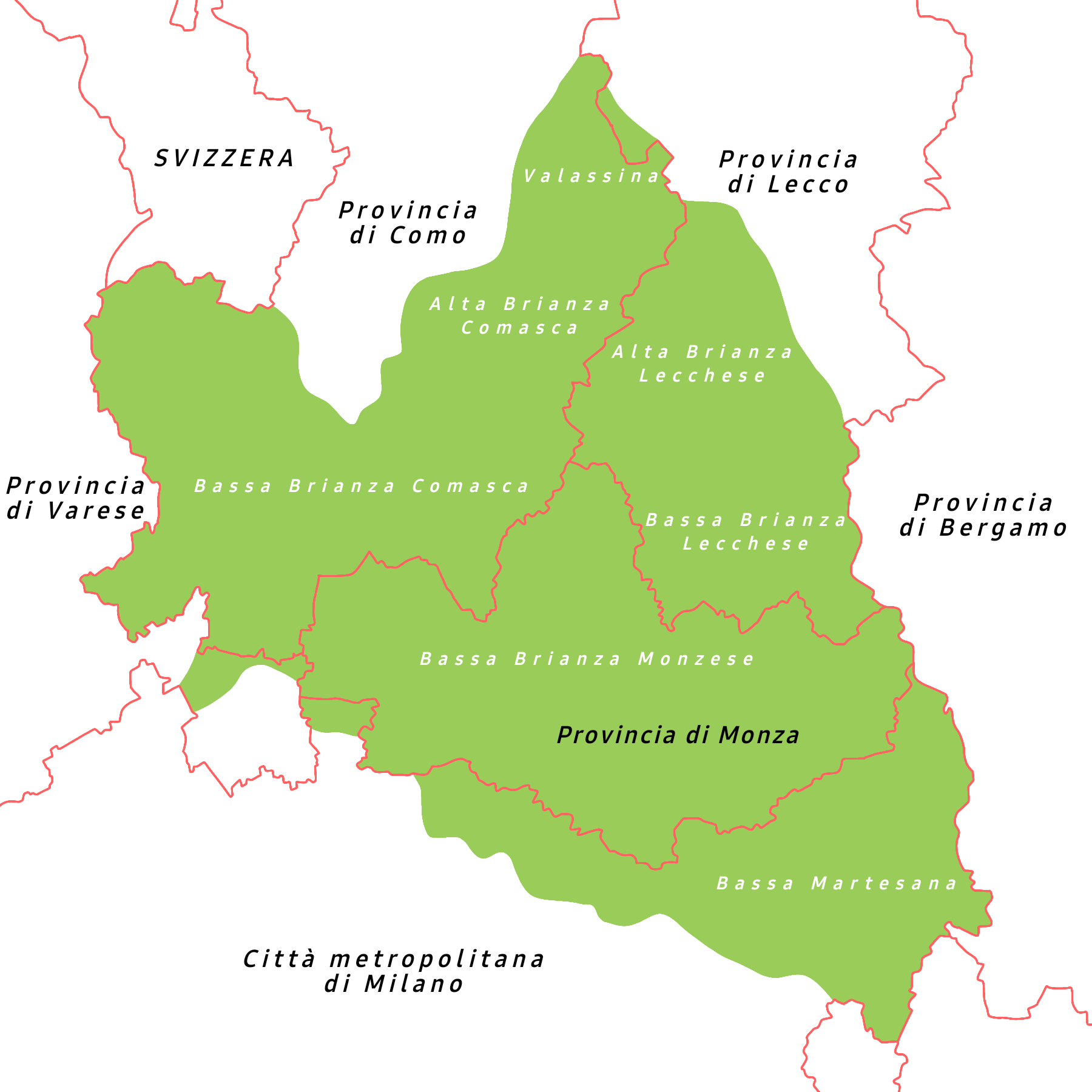
La Brianza nella sua massima estensione possibile, dall'Adda fino alla pineta di Appiano, comprendente l'area dello storico contado della Martesana (che oggi dà il nome alla parte orientale della provincia di Milano) e la fetta meridionale dell'attuale provincia di Como.

Storicamente, per Comuni della Brianza ci si riferiva ai comuni situati in un territorio compreso tra il Lambro e l'Adda. Da Canonica Lambro a sud, fino al confine Canzo-Asso a nord. Questa accezione del XV secolo ebbe anche una sua struttura politica territoriale, titolari di particolari concessioni fiscali da parte dello Stato di Milano. Successivamente il suo significato si dilatò pressoché a tutta l'area della Martesana nel linguaggio comune, ed è questa l'accezione più frequentemente usata dal Settecento fino all'Ottocento.

## Comuni appartenenti alla Brianza storica dell'Universitas Montis Briantiae(nord-est)
È un'area prevalentemente composta da comuni oggi appartenenti alla Provincia di Lecco, della quale costituisce la parte sud-occidentale, a cui si aggiunge un discreto numero di comuni della Provincia di Como e un piccolo numero di comuni della Provincia di Monza e Brianza, un tempo appartenenti alla Pieve di Agliate. In grassetto i capoluoghi delle pievi e il comune più popoloso di ogni pieve.

### Corte di Casale
- Canzo (CO)
- Caslino d'Erba (CO)
- Castelmarte (CO)
- Eupilio (CO)
- Longone al Segrino (CO)
- Proserpio (CO)

### Squadra di Nibionno
- Costa Masnaga (LC)
- Moiana, frazione di Merone (CO)
- Nibionno (LC)
- Rogeno (LC)

### Squadra dei Mauri
- Bosisio Parini (LC)
- Cesana Brianza (LC)
- Pusiano (CO)
- Suello (LC)

### Pieve di Incino
- Albavilla (CO)
- Albese con Cassano (CO)
- Alserio (CO)
- Alzate Brianza (CO)
- Anzano del Parco (CO)
- Erba (CO)
- Lambrugo (CO)
- Lurago d'Erba (CO)
- Merone (CO)
- Monguzzo (CO)
- Orsenigo (CO)
- Ponte Lambro (CO)

### Pieve di Oggiono
- Annone di Brianza (LC)
- Civate (LC)
- Dolzago (LC)
- Ello (LC)
- Garbagnate Monastero (LC)
- Molteno (LC)
- Oggiono (LC)
- Sirone (LC)
- Vergano fraz. di Galbiate (LC)

### Pieve di Garlate
- Galbiate (LC)
- Garlate (LC)
- Malgrate (LC)
- Olginate (LC)
- Pescate (LC)
- Valgreghentino (LC)
- Valmadrera (LC)

### Pieve di Agliateultra lambrum
- Briosco (MB)
- Besana in Brianza (MB)
- Agliate e Costa Lambro, frazioni di Carate Brianza (MB)
- Renate (MB)
- Triuggio (MB)
- Veduggio con Colzano (MB)
- Verano Brianza (MB)

### Pieve di Missaglia
- Barzago (LC)
- Barzanò (LC)
- Bulciago (LC)
- Casatenovo (LC)
- Cassago Brianza (LC)
- Castello di Brianza (LC)
- Cernusco Lombardone (LC)
- Colle Brianza (LC)
- Cremella (LC)
- La Valletta Brianza (LC)
- Lomagna (LC)
- Missaglia (LC)
- Montevecchia (LC)
- Monticello Brianza (LC)
- Osnago (LC)
- Santa Maria Hoè (LC)
- Sirtori (LC)
- Viganò (LC)

### Pieve di Brivio
- Airuno (LC)
- Bagaggera, frazione di La Valletta Brianza (LC)
- Brivio (LC)
- Calco (LC)
- Imbersago (LC)
- Merate (LC)
- Olgiate Molgora (LC)
- Paderno d'Adda (LC)
- Robbiate (LC)
- Verderio (LC)

## Comuni appartenenti alla Brianza moderna
In seguito al progresso economico dell'ultimo secolo, si confermò un'ampia area omogenea dal punto di vista socio-economico, area coincidente con le medesime radici culturali, corrispondenti in definitiva a comuni appartenenti ad un territorio storico regionale lombardo con confini variati nel tempo, ma piuttosto definiti. Purtroppo, tracciare i confini di un'area regionale della quale non esiste un preciso riconoscimento politico e che la comprenda interamente, è stato sempre e comunque un tentativo piuttosto arduo: possono quindi esserci differenti versioni dei limiti esatti, come già faceva notare Cesare Cantù.. Solitamente, nel XXI secolo, i confini generali della Brianza, vedono fra i suoi corsi d'acqua anche il torrente Molgora: a sud il Canale Villoresi, a partire da Limbiate, fin dove si getta nel fiume Adda; ad est l'Adda; a nordest e a nordovest, le valli prealpine fino alle sorgenti del Lambro; e a ovest, la valle del fiume fiume Seveso. Secondo questa definizione, il territorio della Brianza comprende quindi comuni appartenenti alle diverse province di Como, Lecco, Monza e della Brianza, ed in minima parte della provincia di Milano.

## Rito romano e rito ambrosiano della Chiesa cattolica
Nella giurisdizione ecclesiastica della Chiesa cattolica, pressoché tutti i comuni del territorio della Brianza fanno parte dell'arcidiocesi di Milano, che segue in gran parte il rito ambrosiano.
La Brianza situata nella provincia di Lecco fa parte dell'arcidiocesi di Milano e segue il rito ambrosiano, fa eccezione la parrocchia di Civate che è di rito romano.
Nella Brianza situata nella provincia di Como i comuni dei decanati di Cantù, di Asso e di Erba, fanno parte dell'arcidiocesi di Milano e seguono il rito ambrosiano, mentre i comuni afferenti ad altri decanati appartengono alla diocesi di Como e seguono il Rito romano; la parrocchia di Montorfano era fino al 1982 nell'arcidiocesi di Milano e di rito ambrosiano; nel comune di Capiago Intimiano la località di Intimiano è di rito ambrosiano e fa parte dell'arcidiocesi di Milano mentre Capiago è di rito romano e appartiene alla diocesi di Como.
Nella provincia di Monza e della Brianza, i comuni della Brianza ex milanese sono di rito ambrosiano, mentre i comuni del Monzese: Monza, Brugherio e Villasanta, in considerazione di peculiarità storiche, seguono invece il rito romano. A Monza Parco la suddivisione tra i due riti segue il tracciato di "viale Cavriga", che unisce le due porte principali del Parco, Porta Monza e Porta Villasanta: a nord del viale si segue il rito ambrosiano e a sud quello romano. Nella provincia di Monza e della Brianza anche Cornate d'Adda, Busnago e Roncello, sono di rito romano.
I comuni brianzoli rimasti nella provincia di Milano fanno parte dell'arcidiocesi di Milano e sono di rito ambrosiano tranne alcuni del decanato di Trezzo (Grezzago, Trezzano Rosa, Trezzo sull'Adda e Vaprio d'Adda) che pur facendo parte dell'arcidiocesi di Milano, seguono il rito romano. Nel decanato di Trezzo, è ora di rito ambrosiano Pozzo d'Adda; infatti sul territorio comunale sono presenti due parrocchie: una nel capoluogo dedicata a Sant'Antonio Abate e una nella frazione di Bettola dedicata al Santissimo Redentore. Inizialmente le due parrocchie seguivano riti diversi: romano nel capoluogo e ambrosiano nella frazione. Con la costituzione dell'unità pastorale tra le due parrocchie, si è unificato il rito e si è adottato unicamente il rito ambrosiano.

## Comuni brianzoli nella provincia di Monza e della Brianza

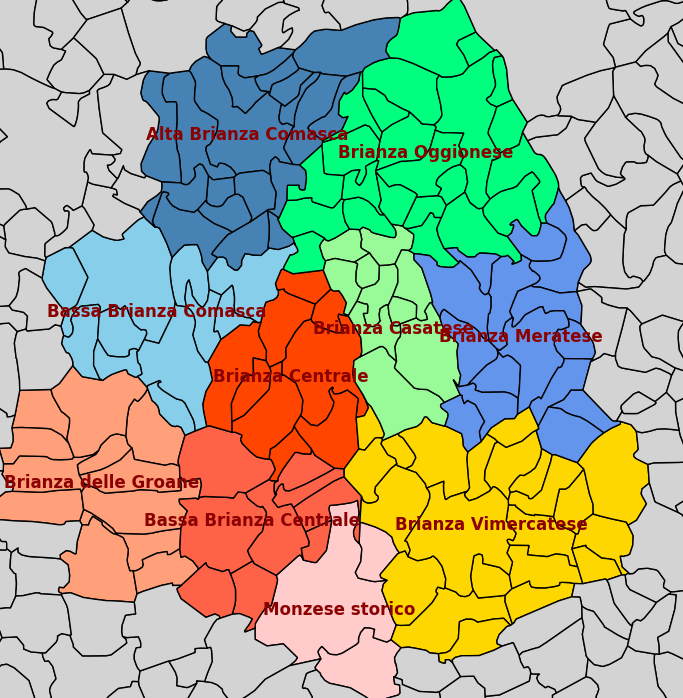
Le Zone della Brianza nelle Provincie di Monza Brianza, Lecco e Como.

### Parte del territorio Monzese storico
- I tre comuni di Monza, Brugherio, e Villasanta formano il cosiddetto "Monzese storico", un tempo territorio della Corte di Monza, che tradizionalmente non veniva considerata in Brianza.[10]

La zona della Brianza che fa parte della provincia di Monza e della Brianza può essere suddivisa in Bassa Brianza centrale sud e nord, corrispondente approssimativamente a parte della valle del Lambro, Bassa Brianza occidentale, corrispondente approssimativamente alla valle del Seveso, e Bassa Brianza orientale, corrispondente approssimativamente alla valle della Molgora.

### Bassa Brianza centrale
- Biassono
- Desio
- Lesmo
- Lissone
- Macherio
- Muggiò
- Nova Milanese
- Seregno
- Sovico
- Vedano al Lambro

### Brianza centrale
- Albiate
- Besana in Brianza
- Briosco
- Carate Brianza
- Giussano
- Renate
- Triuggio
- Veduggio con Colzano
- Verano Brianza

### Bassa Brianza occidentale o Brianza delle Groane
- Barlassina
- Bovisio Masciago
- Ceriano Laghetto
- Cesano Maderno
- Cogliate
- Desio
- Lazzate
- Lentate sul Seveso
- Limbiate
- Meda
- Misinto
- Seveso
- Varedo

### Bassa Brianza orientale o Brianza Vimercatese
- Agrate Brianza
- Aicurzio
- Arcore
- Bellusco
- Bernareggio
- Burago di Molgora
- Busnago
- Camparada
- Caponago
- Carnate
- Cavenago di Brianza
- Concorezzo
- Cornate d'Adda
- Correzzana
- Lesmo
- Mezzago
- Ornago
- Roncello
- Ronco Briantino
- Sulbiate
- Usmate Velate
- Vimercate

## Comuni brianzoli nella provincia di Lecco
La Brianza lecchese può essere suddivisa in Brianza dell'oggionese e di Garlate, Brianza meratese e Brianza Casatese.

### Brianza oggionese e di Garlate
- Annone di Brianza
- Bosisio Parini
- Castello di Brianza
- Cesana Brianza
- Civate
- Colle Brianza
- Costa Masnaga
- Dolzago
- Ello
- Galbiate
- Garbagnate Monastero
- Garlate
- Molteno
- Oggiono
- Rogeno
- Sirone
- Suello
- Malgrate
- Nibionno
- Olginate
- Pescate
- Valgreghentino
- Valmadrera

### Brianza meratese
Ha come Organo di riferimento la Conferenza Permanente dei Sindaci del Meratese, con presidente Fabio Vergani, sindaco di Imbersago.
- Airuno
- Brivio
- Calco
- Cernusco Lombardone
- Imbersago
- La Valletta Brianza
- Lomagna
- Merate
- Montevecchia
- Olgiate Molgora
- Osnago
- Paderno d'Adda
- Robbiate
- Santa Maria Hoè
- Verderio

### Brianza casatese
Ha come Organo di riferimento la Conferenza Permanente dei Sindaci del casatese, con presidente Ave Pirovano, sindaca di Cremella. 
- Barzago
- Barzanò
- Bulciago
- Casatenovo
- Cassago Brianza
- Cremella
- Missaglia
- Monticello Brianza
- Sirtori
- Viganò

### Onno
Il paese di Onno, oggi facente parte del comune di Oliveto Lario, facente parte anticamente della Pieve di Valassina, può essere considerato anch'esso parte della Brianza.

## Comuni brianzoli nella provincia di Como
La Brianza comasca si suddivide in Bassa Brianza comasca e Alta Brianza comasca o Brianza erbese e canzese.

### Bassa Brianza comasca
- Arosio
- Brenna
- Cabiate
- Cantù
- Intimiano[15]
- Carimate
- Carugo
- Cucciago
- Figino Serenza
- Inverigo
- Mariano Comense
- Novedrate

### Alta Brianza comasca (o Brianza erbese e Brianza canzese)
- Albavilla
- Albese con Cassano
- Alserio
- Alzate Brianza
- Anzano del Parco
- Canzo
- Caslino d'Erba
- Castelmarte
- Erba
- Eupilio[16]
- Lambrugo
- Longone al Segrino
- Lurago d'Erba
- Merone
- Monguzzo
- Orsenigo
- Ponte Lambro
- Proserpio
- Pusiano

### Comuni dell'antica Pieve di Valassina
Altri comuni che vengono considerati parte dell'alta Brianza sono i paesi che compongono la Valassina, la quale risale fino alle sorgenti del Lambro: Asso, Caglio, Barni, Lasnigo, Magreglio, Rezzago, Sormano e Valbrona. Questi comuni sono stati legati per molti secoli alla Brianza perché fecero parte dello storico territorio del contado della Martesana.

### Montorfano
Il comune di Montorfano, inizialmente dipendente dalla Diocesi di Como, nonché parte del contado del Seprio, fu poi trasferito sotto l'Arcidiocesi di Milano nel XII secolo e infine ritrasferito sotto la Diocesi di Como nel 1982, adottando il Rito romano, viene in molti casi considerato parte dell'alta Brianza.

### Altri comuni
Oltre ai comuni già citati, altri vengono attualmente inclusi nel territorio brianzolo da tempi più recenti (posteriori all'epoca del Contado della Martesana), quali Cermenate, Vertemate con Minoprio, Fino Mornasco, Luisago, Casnate con Bernate, Senna Comasco, Lipomo e Tavernerio, ma in generale l'estensione del termine può raggiungere tutta l'area della Bassa Comasca fino al confine con la provincia di Varese.

## Comuni brianzoli nella provincia di Milano
- Solaro
- Carugate
- Paderno Dugnano

Territorio Trezzese
- Basiano
- Cassano d'Adda
- Grezzago
- Pozzo d'Adda
- Trezzano Rosa
- Trezzo sull'Adda
- Vaprio d'Adda[19]

Altri comuni
La comune appartenenza al Contado della Martesana in epoca storica ha portato a considerare talvolta briantei anche i comuni anticamente inclusi nella Pieve di Gorgonzola, fra i quali Cambiago in cui fu anche indetto un referendum per l'accorpamento alla neonata provincia di Monza e Brianza.